# Heligmomerus caffer
Heligmomerus caffer là một loài nhện trong họ Idiopidae.
Loài này thuộc chi Heligmomerus. Heligmomerus caffer được William Frederick Purcell miêu tả năm 1903.